# Þjófafoss

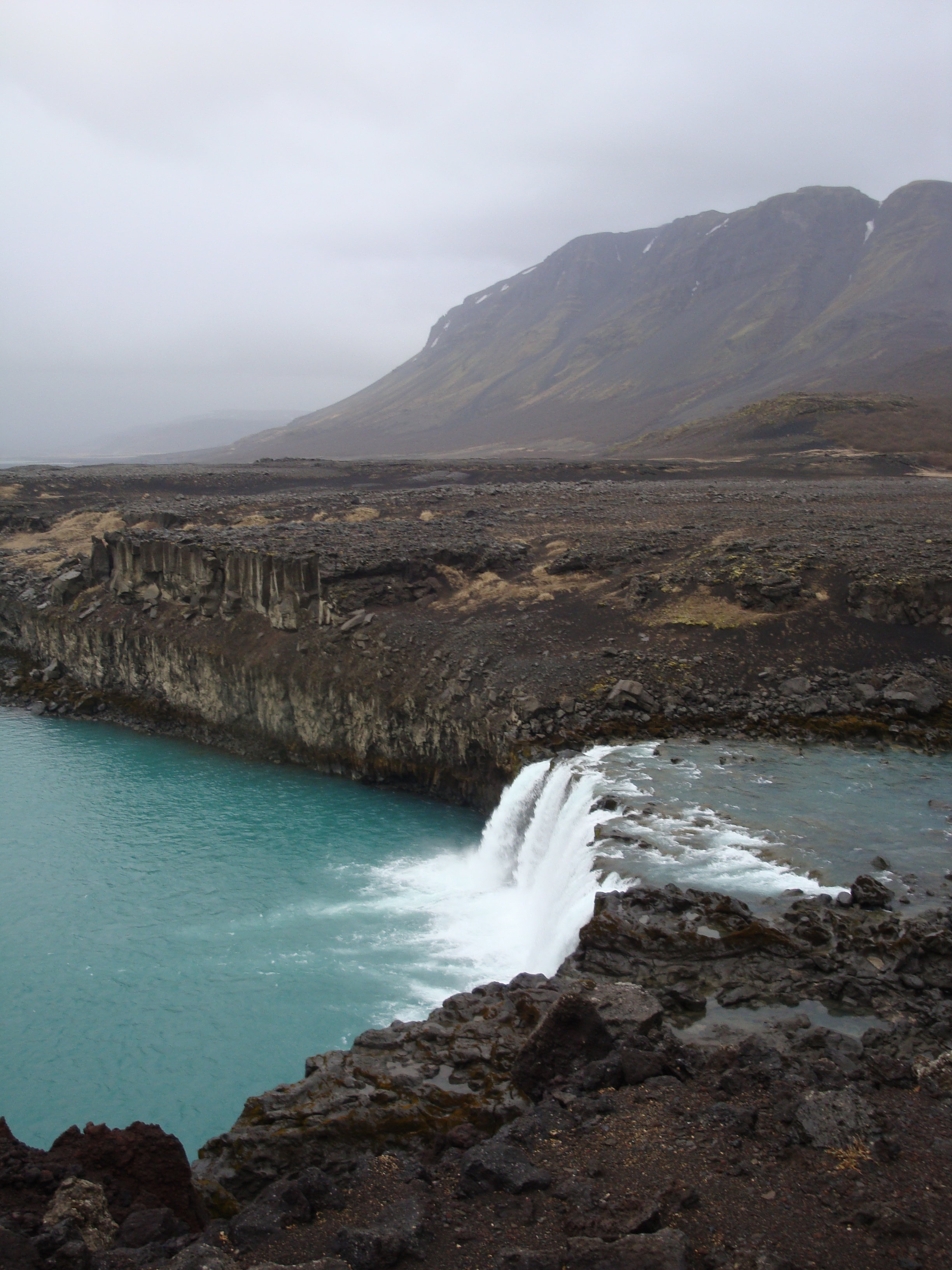
Þjófafoss e Búrfell, tal como vistas dos leitos de lava de Merkurhraun.

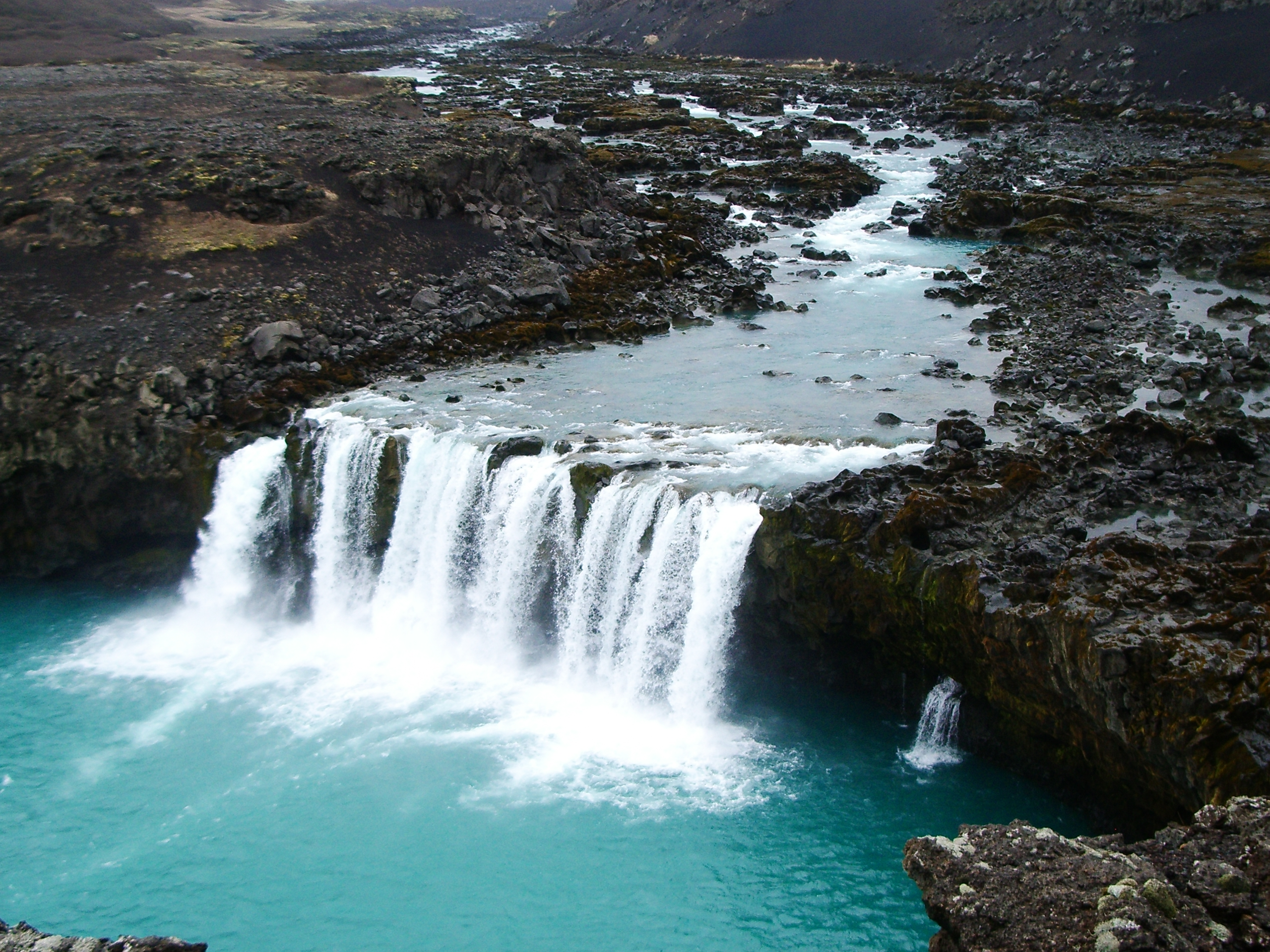
A vista leste de Merkurhraun mostrando Þjófafoss e Þjórsá.

Þjófafoss (Thjofafoss) é localizada no rio Þjórsá no lado leste dos leitos de lava de Merkurhraun no sul da Islândia, na extremidade sudoeste da colina Búrfell. Um ponto de visualização para a cachoeira pode ser acessado por uma trilha de cascalho que conduz a cerca de 4 quilômetros (2,5 milhas) da Rota 26 ou por uma trilha que conduz ao sul da Rota 32 passadas as usinas hidroelétricas Búrfellsstöð e Hjálparfoss.